# Party Rock Mansion
Party Rock Mansion è un album del cantante statunitense Redfoo.
All'interno sono presenti brani già pubblicati in passato, in aggiunta a dei nuovi singoli. Lo stile musica nell'album è molto simile a quello usata con gli LMFAO, proponendo canzoni da festa, canzoni hip-hop con testi principalmente ironici, comici e anche demenziali.
L'unica eccezione è dovuta alla sua ultima traccia Maybe, una sonata al pianoforte in stile romantico, dove i testi trattano dei sentimenti del cantante stesso in modo serio e non scherzoso. L'album ha avuto uno spettacolo tour nei mesi successivi dalla sua uscita.

## Tracce
1. Keep Shining – 5:33
2. Party Train – 3:22
3. Too Much – 3:23
4. Beach Cruisin' – 4:23
5. Booty Man – 3:42
6. Lights Out – 3:14
7. So Lit – 3:18
8. New Thang – 3:47
9. Juicy Wiggle – 3:52
10. Good Things Happen When Ya Drunk – 3:00
11. Where the Sun Goes – 4:46
12. Meet Her At Tomorrow – 4:02
13. Maybe – 3:22